# Томас, Карла (певица)
Карла Томас (англ. Сarla Thomas); род. 21 декабря 1942, Мемфис, Теннесси, США, известная как «Королева мемфисского соула»  — американская блюзовая и соул-певица, автор песен. Номинант Грэмми в номинациях «Лучшее вокальное или инструментальное ритм-энд-блюз исполнение группой» и «Лучшее вокальное ритм-энд-блюз сольное исполнение» (обе 1968). Номинант Blues Music Awards в номинации «Альбом-возвращение» (2003). Дочь Руфуса Томаса, сестра певицы Ванис Томас и пианиста Марвелла Томаса.

## Биография
Карла Томас родилась в 1942 году в семье певца Руфуса Томаса, в будущем члена Зала славы блюза и Лорен Томас, с детства пробовала себя в вокале, получала академические уроки пения и фортепиано 
В то время в Мемфисе афроамериканская радиостанция WDIA спонсировала сменяющийся музыкальный коллектив старшеклассников под названием «Teen Town Singers»; среди известных выпускников коллектива были например Анита Луис и Айзек Хейз. Для вступления в «Teen Town Singers» кандидат должен был быть старшеклассником, но Карла Томас стала его участницей в 1952 году в возрасте 10 лет благодаря тому, что её отец был ведущим в эфире радиостанции. Она оставалась в группе «Teen Town Singers» до конца последнего года обучения. 
Её первый сингл «'Cause I Love You», был записан когда Карла ещё училась в школе, в 1960 году, дуэтом с отцом и братом Марвеллом на клавишных. Она была выпущена лейблом Satellite Records, который впоследствии стал Stax Records.  Она имела достаточный локальный успех, чтобы привлечь внимание Джерри Векслера из Atlantic Records. Векслер подписал контракт с владельцами Satellite Records на распространение «Cause I Love You», а также на записанную, но не выпущенную песню «Gee Whiz (Look at His Eyes)». Выпущенная Atlantic Records песня стала самым известным синглом Карлы Томас, который достиг 10-го места в Billboard Hot 100 и 5-го места в чарте Billboard R&B. Карла Томас стала первой женщиной, которая спела песню собственного сочинения и которая попала в десятку лучших песен в Billboard Hot 100 . Также Карла Томас стала первой женщиной, записавшейся на лейбле Stax Records и единственной исполнительницей на лейбле Stax Records, выпускавшей полноформатные альбомы.  . 
Карла Томас продолжала пользоваться успехом в чартах R&B на протяжении 1960-х годов, но такого уже успеха уже больше не было. Её единственным сольным хитом, вошедшим в топ-40 Billboard Hot 100 был сингл «BABY», занявший 14-е место в 1966 году. Её дуэт «Tramp» с Отисом Реддингом достиг 26-го места в Billboard Hot 100 в следующем году, а её альбом дуэтов с Отисом Реддингом King & Queen был 18-м в британском чарте альбомов.
Первый альбом Карлы Томас Gee Whiz вышел в 1961 году, не попав в чарты, остальные пять альбомов были успешнее.  Альбом 1967 года The Queen Alone претендовал на Грэмми 1968 года в номинации «Лучшее вокальное ритм-энд-блюз сольное исполнение», и на той же церемонии в номинации «Лучшее вокальное или инструментальное ритм-энд-блюз исполнение группой» был номинирован альбом дуэтов с Отисом Реддингом King & Queen. Карла Томас много выступала, в том числе, гастролировала в Европе. 
После ее последней записи на Stax Records в 1971 году Love Means… Карла Томас погрузилась в относительную безвестность по сравнению с ее музыкальным расцветом в 1960-х годах . Она время от времени выступала на фестивалях, в 1980-е годы иногда даже гастролировала. В 1993 году Томас была награждена Фондом ритм-энд-блюза престижной премией Pioneer Award, наряду с такими музыкальными тяжеловесами, как Джеймс Браун и Соломон Бёрк. 10 февраля 2001 года Карла Томас дала концерт в Мемфисе, который был записан и выпущен под названием Live in Memphis. Альбом был номинирован на Blues Music Award в номинации «Альбом-возвращение». В 2003 году Карла Томас снялась в документальном фильме Only the Strong Survive, который был показан на Каннском кинофестивале и представил артистов лейбла Stax Records. 
В 2021 году Томас приняла участие в записи сингла Валери Джун «Call Me a Fool», который был номинирован на премию Грэмми в категории «Лучшая американская рут-песня». В этом же году она была удостоена премии за достижения всей жизни от Американской музыкальной ассоциации.
Введена в Зал славы музыки Мемфиса . Училась в Университете Теннесси, получив в 1964 году степень бакалавра в области английского языка и литературы . 
«Её вокальный стиль отличается силой, контролем и экспрессией. Она часто демонстрирует впечатляющий диапазон и вокальную подвижность, легко переходя между грудным, головным и смешанным голосами» .
«Мисс Томас, неотразимая вокалистка, обладала сильным даром фразировки и хорошо адаптировалась к меняющимся тенденциям. Если и было что-то, чего ей не хватало, так это яркой звёздности; несмотря на свою привлекательную внешность, она оставалась сдержанным типом исполнительницы и никогда не давала повода таблоидам» 

## Дискография

### Студийные альбомы
| Год                   | Альбом          | Позиция в чартах | Позиция в чартах | Позиция в чартах | Лейбл    |
| Год                   | Альбом          | US               | US R&B           | UK R&B           | Лейбл    |
| --------------------- | --------------- | ---------------- | ---------------- | ---------------- | -------- |
| 1961                  | Gee Whiz        | —                | —                | —                | Atlantic |
| 1965                  | Comfort Me      | 134              | 11               | —                | Stax     |
| 1966                  | Carla           | 130              | 7                | 7                | Stax     |
| 1967                  | The Queen Alone | 133              | 16               | —                | Stax     |
| 1969                  | Memphis Queen   | 151              | 26               | —                | Stax     |
| 1971                  | Love Means…     | —                | 42               | —                | Stax     |
| «—» не попал в чарты. |                 |                  |                  |                  |          |

### Концертные альбомы
- 2002: Live in Memphis (Memphis International)
- 2007: Live at the Bohemian Caverns (Stax/Concord)

### В сотрудничестве
- 1967: King & Queen (с Отисом Реддингом) (Stax) — US #36, R&B #5

### Сборники
- 1969: The Best of Carla Thomas (Stax) — US #190
- 1994: Gee Whiz: The Best of Carla Thomas (Rhino)
- 2004: Hidden Gems (Stax)

### Синглы
| Название                                                    | Год  | Позиция в чарте | Позиция в чарте | Позиция в чарте | Позиция в чарте | Сертификация RIAA | Альбом            |
| Название                                                    | Год  | US              | US R&B /HH      | UK              | UK R&B          | Сертификация RIAA | Альбом            |
| ----------------------------------------------------------- | ---- | --------------- | --------------- | --------------- | --------------- | ----------------- | ----------------- |
| «Cause I Love You» (с Руфусом Томасом)                      | 1960 | —               | —               | —               | —               |                   | неальбомный сингл |
| «Gee Whiz (Look at His Eyes)»                               | 1960 | 10              | 5               | —               | —               |                   | Gee Whiz          |
| «A Love of My Own»                                          | 1961 | 56              | 20              | —               | —               |                   | Gee Whiz          |
| «I Didn’t Believe» (с Руфусом Томасом)                      | 1961 | —               | —               | —               | —               |                   | неальбомный сингл |
| «(Mama, Mama) Wish Me Good Luck»                            | 1961 | —               | —               | —               | —               |                   | неальбомный сингл |
| «I Kinda Think He Does»                                     | 1961 | —               | —               | —               | —               |                   | неальбомный сингл |
| «I’ll Bring It Home to You»                                 | 1962 | 41              | 9               | —               | —               |                   | неальбомный сингл |
| «What a Fool I’ve Been»                                     | 1963 | 93              | 28              | —               | —               |                   | неальбомный сингл |
| «Gee Whiz, It’s Christmas»                                  | 1963 | —               | —               | —               | —               |                   | неальбомный сингл |
| A-side: «That’s Really Some Good» (с Руфусом Томасом)       | 1964 | 92              | 30              | —               | —               |                   | неальбомный сингл |
| B-side: «Night Time Is the Right Time» (с Руфусом Томасом)  | 1964 | 94              | —               | —               | —               |                   | неальбомный сингл |
| «I’ve Got No Time to Lose»                                  | 1964 | 67              | 13              | —               | 9               |                   | неальбомный сингл |
| «A Woman’s Love»                                            | 1964 | 71              | 29              | —               | —               |                   | неальбомный сингл |
| «How Do You Quit (Someone You Love)»                        | 1965 | —               | 39              | —               | —               |                   | неальбомный сингл |
| «Stop! Look What You’re Doin'»                              | 1965 | 92              | 30              | —               | —               |                   | неальбомный сингл |
| «When You Move You Lose» (с Руфусом Томасом)                | 1965 | —               | —               | —               | —               |                   | неальбомный сингл |
| «Comfort Me»                                                | 1965 | —               | —               | —               | —               |                   | Comfort Me        |
| «Birds & Bees» (с Руфусом Томасом)                          | 1966 | —               | —               | —               | —               |                   | неальбомный сингл |
| «Let Me Be Good to You»                                     | 1966 | 62              | 11              | —               | —               |                   | Carla             |
| «B-A-B-Y»                                                   | 1966 | 14              | 3               | —               | —               | - RIAA: Gold      | Carla             |
| «All I Want for Christmas Is You»                           | 1966 | —               | —               | —               | —               |                   | неальбомный сингл |
| «Something Good (Is Going to Happen to You)»                | 1967 | 74              | 29              | —               | —               |                   | The Queen Alone   |
| «When Tomorrow Comes»                                       | 1967 | 99              | —               | —               |                 |                   | The Queen Alone   |
| «Tramp» (с Отисом Реддингом)                                | 1967 | 26              | 2               | 18              | 1               |                   | King & Queen      |
| «I’ll Always Have Faith in You»                             | 1967 | 85              | 11              | —               | —               |                   | The Queen Alone   |
| «Knock on Wood» (с Отисом Реддингом)                        | 1967 | 30              | 8               | 35              | 8               |                   | King & Queen      |
| «Pick Up the Pieces»                                        | 1967 | 68              | 16              | —               | 15              |                   | неальбомный сингл |
| «Lovey Dovey» (с Отисом Реддингом)                          | 1968 | 60              | 21              | —               | 17              |                   | King & Queen      |
| «A Dime a Dozen»                                            | 1968 | 114             | —               | —               | —               |                   | неальбомный сингл |
| «Where Do I Go?»                                            | 1968 | 86              | 38              | —               | —               |                   | Memphis Queen     |
| «I’ve Fallen in Love»                                       | 1969 | 117             | 36              | —               | —               |                   | Memphis Queen     |
| «I Like What You’re Doing to Me»                            | 1969 | 49              | 9               | —               | —               |                   | Memphis Queen     |
| «When Something Is Wrong with My Baby» (с Отисом Реддингом) | 1969 | 109             | —               | —               | —               |                   | King & Queen      |
| «Just Keep On Loving Me» (с Джонни Тейлором)                | 1969 | 115             | —               | —               | —               |                   | неальбомный сингл |
| «I Need You Woman» (с Джонни Тейлором)                      | 1969 | 106             | —               | —               | —               |                   | неальбомный сингл |
| «Guide Me Well»                                             | 1970 | 107             | 41              | —               | —               |                   | Memphis Queen     |
| «Live in the City»                                          | 1970 | —               | —               | —               | —               |                   | неальбомный сингл |
| «I Loved You Like I Love My Very Life»                      | 1971 | —               | —               | —               | —               |                   | неальбомный сингл |
| «You’ve Got a Cushion to Fall On»                           | 1972 | —               | 49              | —               | —               |                   | неальбомный сингл |
| «Sugar»                                                     | 1972 | —               | —               | —               | —               |                   | неальбомный сингл |
| «I May Not Be All You Want (But I’m All You Got)»           | 1973 | —               | —               | —               | —               |                   | неальбомный сингл |
| «Love Among the People»                                     | 1974 | —               | —               | —               | —               |                   | неальбомный сингл |
| «—» не попал в чарты или не был выпущен на этой территории  |      |                 |                 |                 |                 |                   |                   |